# The Very Best of TLC: Crazy Sexy Hits
The Very Best of TLC: Crazy Sexy Hits é o segundo álbum de compilação do girl group norte-americano TLC. Foi lançado exclusivamente no Reino Unido pela Sony BMG em 20 de agosto de 2007. Esta é a terceira compilação do trio a ser lançada no país após o moderadamente bem sucedido Now & Forever the Hits em 2003. Tendo uma tracklist semelhante à primeira compilação, o álbum contém os singles mais bem sucedidos do TLC de quatro de seus álbuns de estúdio, que foram creditados a muitos dos produtores do grupo como Dallas Austin e Kenneth "Babyface" Edmonds.
O álbum recebeu principalmente reações positivas de críticos de música, com muitos expressando admiração pela compilação. No entanto, o álbum foi uma decepção comercial, atingindo o pico 60 na parada de álbuns no UK Albums Chart. Esta posição, no entanto, foi maior do que Now & Forever: The Hits desempenhou no passado. Em 2013, o álbum, juntamente com a maioria de suas outras compilações, foi excluído da iTunes Store após o lançamento de sua mais recente coletânea de grandes sucessos 20.

## Antecedentes e lançamento
O álbum de compilação do TLC para o mercado do britânico foi anunciado pela primeira vez em junho de 2007 com o planejado título Crazy Sexy Hits, uma peça no título de seu segundo álbum de estúdio CrazySexyCool (1994). Esta compilação é o terceiro a ser lançado no país depois de Now & Forever the Hits (2003) e Artist Collection (2004), o primeiro dos quais foi certificado prata no país, enquanto o último não conseguiu gráfico em qualquer lugar. Em 20 de agosto de 2007, Sony BMG, e o ex-chefe do grupo LaFace e Arista Records, lançaram a coletânea intitulada The Very Best of TLC: Crazy Sexy Hits. Esse nome foi mais tarde listado pelo colaborador da Radio.com, Jeremy D. Larson, como o trigésimo segundo título mais "fofinho" para qualquer álbum de grandes sucessos.
Em 13 de agosto, uma semana antes do lançamento da compilação, o DVD Now & Forever: The Video Hits, foi re-empacotado e reeditado para combinar com a aparência do álbum. O DVD - que havia sido lançado em outros países em 2003 - inclui dez videoclipes, filmagens de bastidores e uma galeria de fotos. Sua capa também foi reprojetada para coincidir com a da compilação, em que ambos apresentam fotos em close-up das membros com seus rostos pintados em tons metálicos azuis, cortados de uma imagem completa originalmente tirada por o fotógrafo Seb Janiak, para a capa do CD single de "No Scrubs" e para o terceiro álbum de estúdio do grupo FanMail (1999).
Entre a promoção da compilação, um anúncio televisivo de 30 segundos também foi produzido pela gravadora com um concurso organizado pela revista britânica Precious, com mulheres afro-americanas, dando cópias gratuitas do CD aos seus leitores. Para alguns lançamentos digitais alternativos, o título do álbum foi alterado para The Best of TLC, antes e todas as compilações anteriores do grupo - exceto Now & Forever: The Hits - foram excluídas da iTunes Store para focar em suas últimas maiores sucessos projeto 20 em 2013.

## Conteúdo
O conteúdo de The Very Best of TLC: hits Crazy Sexy 's material é retirado de quatro de seus álbuns de estúdio.Ooooooohhh... On the TLC Tip (1992), CrazySexyCool (1994), FanMail (1999), e 3D (2002), e Now & Forever: The Hits (2003), todos gravados de 1991 a 2003. seu cover de "Get It Up" do The Time, para a trilha sonora de Poetic Justice não aparece em qualquer um de seus álbuns de estúdio, mas ainda aparece na compilação juntamente com singles de maior sucesso do trio na Inglaterra. Estes incluem "No Scrubs", que ficou em terceiro lugar no UK Singles Chart e recebeu uma certificação Platina da British Phonographic Industry (BPI); "Waterfalls", que alcançou o quarto lugar no UK Singles Chart e também alcançou a certificação de Platina; "Unpretty", um single com certificado de prata que alcançou o sexto lugar no UK Singles Chart, e "Creep", que também alcançou o sexto lugar no UK Singles Chart após ser reeditado em toda a Grã-Bretanha e Europa. No entanto, não incluiu "Dear Lie", um single do Reino Unido moderadamente recebido que foi certificado como Prata. Em vez disso, outras músicas que não são de gráficos, como "Come Get Some", "Damaged" e "Get It Up", abriram caminho para o tracklist final com "Whoop De Woo" e "In Your Arms Tonight", ambos do 3D, as duas únicas faixas não singles que apareceram na compilação.
Durante o anúncio do lançamento, a POPJustice informou que a Sony BMG estava produzindo remixes para acompanhar o álbum. Então, para sua consideração, o site escreveu uma "carta aberta" ao selo da gravadora A&R sugerindo que o álbum deveria ter um remix feito pela dupla britânica de DJ Freemasons, anexado com um link para os dois mixes de "Beautiful Liar" de Beyoncé & Shakira. Em vez disso, o selo pretendia incluir um remix de "Creep" de outro duo de produção britânico, The Shapeshifters, mas a ideia acabou sendo descartada. Diferentemente de seu lançamento em CD, o álbum de download digital também contém outras quatro faixas bônus: "Turntable", "Kick Your Game", "Silly Ho" e "Hat 2 Da Back". Com estas adições, esta versão é, eventualmente, um re-arranjo de Now & Forever: The Hits padrão da edição física. Muitos produtores musicais contribuíram para a coleção, com nomes que vão desde Kenneth "Babyface" Edmonds, Kevin "She'kspere" Briggs, Organized Noize, The Neptunes, Rodney "Darkchild" Jerkins, Jermaine Dupri, e Daryl Simmons, ao freqüente colaborador do grupo, Dallas Austin, que recebeu crédito em nove das dezenove músicas da versão digital.

## Recepção da crítica
| Críticas profissionais | Críticas profissionais |
| Avaliações da crítica  | Avaliações da crítica  |
| Fonte                  | Avaliação              |
| ---------------------- | ---------------------- |
| AllMusic               | [ 22 ]                 |
| News Shopper           | [ 30 ]                 |
| Daily Express          | [ 31 ]                 |

Escrevendo sua resenha para o guia de música on-line AllMusic, o autor Andy Kellman deu à compilação quatro de cinco estrelas, enquanto apontava "In Your Arms Tonight", "Come Get Some" e "Whoop De Woo" como um par de "escolhas inteligentes". não foram grandes sucessos no álbum. No entanto, Kellman ainda preferia a outras músicas melhores de lançamentos de estúdio. Para uma conclusão, o escritor comparou o álbum ao Now & Forever: The Hits como "um pouco [menos] minucioso", mas ainda assim, foi um "bom substituto". O Jornal britânico Daily Express deu ao álbum três estrelas com uma crítica mista, afirmando: "Nos anos 90, o TLC era um dos maiores grupos de garotas do mundo, embora escutando este excelente coletânea, nem sempre é fácil entender o porquê." O crítico observou que, além de um punhado de trabalhos "brilhantes" como "No Scrubs", "Waterfalls" e "Unpretty", o trio também "produziu um R&B bastante esquecido, padrão do bog".
Também da Inglaterra, Robert Fisk da publicação local News Shopper discordou, dando aos maiores sucessos uma crítica de quatro estrelas e alegou que os ouvintes de primeira viagem podem "facilmente" desfrutar do álbum sem qualquer conhecimento da história de fundo. No entanto, Fisk duramente criticou "Come Get Some" como "só negativo real" da compilação devido a ser uma faixa "pesada masculina", contra as letras habituais do trio que lida com o empoderamento feminino e "ser igual a, se não mais forte que , os homens em suas vidas". No final, o revisor ainda elogiou o álbum: "Crazy Sexy Hits é uma mistura clássica de R&B, hip hop e pop para aqueles que querem redescobrir a banda, além de ser um lugar perfeito para qualquer um." começando sua coleção TLC, trabalhou de volta um single de cada vez.

## Desempenho comercial
Embora lançado exclusivamente no país, o álbum estreou no número 57 na UK Albums Chart de 26 de agosto de 2007. Em sua segunda semana, a compilação caiu para o número 107 antes de cair para o número 192 e desapareceu do gráfico depois de ficar por três semanas. Seu pico, no entanto, fooi obtido por Now & Forever: The Hits no número 86 em 2003.

## Faixas
| N.º            | Título                                                         | Compositor(es)                                                                   | Producer(s)               | Duração |  |
| 1.             | "No Scrubs"                                                    | Kevin "She'kspere" Briggs Kandi Burruss Tameka Cottle Lisa "Left Eye" Lopes      | Kevin "She'kspere" Briggs | 3:39    |  |
| 2.             | "Waterfalls"                                                   | Marqueze Etheridge Lopes Organized Noize                                         | Organized Noize           | 4:19    |  |
| 3.             | "Creep"                                                        | Dallas Austin                                                                    | Austin                    | 4:28    |  |
| 4.             | "Red Light Special"                                            | Babyface                                                                         | Babyface                  | 4:40    |  |
| 5.             | "Diggin' On You"                                               | Babyface                                                                         | Babyface                  | 4:14    |  |
| 6.             | "Baby-Baby-Baby"                                               | L.A. Reid Daryl Simmons Babyface                                                 | Reid Simmons Babyface     | 4:05    |  |
| 7.             | "Come Get Some" (featuring Lil Jon e Sean Paul do YoungBloodz) | Jonathan Smith Tionne "T-Boz" Watkins Chilli Burruss Craig Love Sean Paul Joseph | Lil Jon                   | 4:21    |  |
| 8.             | "Girl Talk"                                                    | Edmund Clement Burruss Lopes Anita McLoud Watkins                                | Eddie Hustle              | 5:19    |  |
| 9.             | "Damaged"                                                      | Dallas Austin Watkins                                                            | Austin                    | 3:51    |  |
| 10.            | "Whoop De Woo"                                                 | Austin Burruss Lopes                                                             | Austin                    | 3:52    |  |
| 11.            | "In Your Arms Tonight"                                         | Pharrell Williams                                                                | The Neptunes              | 4:27    |  |
| 12.            | "Get It Up"                                                    | Prince Lopes [a]                                                                 | Tim & Bob [a] Austin      | 4:14    |  |
| 13.            | "What About Your Friends"                                      | Austin Lopes                                                                     | Austin                    | 4:06    |  |
| 14.            | "Ain't 2 Proud 2 Beg"                                          | Austin Lopes                                                                     | Austin                    | 4:11    |  |
| 15.            | "Unpretty"                                                     | Austin Watkins                                                                   | Austin                    | 4:05    |  |
| Duração total: | Duração total:                                                 | Duração total:                                                                   | Duração total:            | 62:14   |  |

| Faixas de bônus para download digital |                  |                                                                                              |              |         |  |
| N.º                                   | Título           | Compositor(es)                                                                               | Produtor(es) | Duração |  |
| 16.                                   | "Turntable"      | Rodney "Darkchild" Jerkins Watkins Fred Jerkins III Daniel Moore LaShawn Daniels Tomi Martin | Jerkins      | 3:25    |  |
| 17.                                   | "Kick Your Game" | Jermaine Dupri Manuel Seal Lopes                                                             | Dupri Seal   | 4:14    |  |
| 18.                                   | "Silly Ho"       | Austin                                                                                       | Cyptron      | 4:15    |  |
| 19.                                   | "Hat 2 da Back"  | Austin Lopes Kevin Wales                                                                     | Austin       | 4:16    |  |

Notas
- ↑[a]  significa produtores não creditados

## Créditos
| Créditos adaptados das notas do álbum. - Tionne "T-Boz" Watkins - vocais (faixa 1-15) , escritora (faixa 7, 8, 9 e 15) - Lisa "Left Eye" Lopes - vocais, escritora (faixa 1, 2 8, 10, 13 e 14) - Rozonda "Chilli" Thomas - vocais (faixa 1-15) , escritora (faixa 7) - Lil Jon - voz, escritor, produtor (faixa 7) - Sean Paul - vocais, escritor (track 7) - Kevin "Shekspere" Briggs - escritor, produtor (faixa 1) - Kandi Burruss - escritor (faixa 1, 7, 8 e 10) - Tameka "Tiny" Cottle - escritora (track 1) - Marqueze Etheridge - escritor (faixa 2) - Organized Noize - escritor, produtor (faixa 7) - Dallas Austin - escritor (faixa 3, 9, 10, 13, 14 e 15) , produtor (faixa 3, 9, 10, 12, 13, 14 e 15) | - Kenneth "Babyface" Edmonds - escritor, produtor (faixa 4, 5, 6) - Antonio "L.A." Reid - escritor, produtor (faixa 6) - Daryl Simmons - escritor, produtor (faixa 6) - Craig Love - escritor (faixa 7) - Edmund Clement - escritor (faixa 8) - Anita McLoud - escritora (faixa 8) - Eddie Hustle - produtor (trilha 8) - Pharrell Williams - escritor (faixa 11) - The Neptunes - produtor (faixa 11) - Prince - escritor (faixa 12) - Tim Kelley - produtor (faixa 12) - Bob Robinson - produtor (faixa 12) |

## Paradas

### Paradas Semanais
| Chart (2007)                        | Maior posição |
| ----------------------------------- | ------------- |
| Escócia (Official Scottish Albums)  | 68            |
| Reino Unido (Official Albums Chart) | 57            |
| Reino Unido (UK R&B Albums Chart)   | 15            |